# Trädgårdsmästaren
Trädgårdsmästaren är en svensk film från 1912 i regi av Victor Sjöström och med manus av Mauritz Stiller. I huvudrollerna syns Sjöström själv, Gösta Ekman och Lili Bech. Filmen var Sjöströms debutfilm, och totalförbjöds av censuren i Sverige. Den ansågs länge vara förlorad, men en kopia återfanns 1979 i USA:s kongressbibliotek.

## Handling
En trädgårdsmästare (Sjöström) driver en handelsträdgård, och hans son (Gösta Ekman) har förälskat sig i dottern till en av arbetarna på handelsträdgården (Lili Bech). Trädgårdsmästaren, som själv har ett gott öga till dottern, kör ursinnigt sonen ur huset. Trädgårdsmästaren våldför sig en dag på arbetardottern, och skickar sedan i väg henne och fadern (Gunnar Bohman) för att han inte ska avslöjas.
På båten till staden träffar de båda en gammal general (John Ekman), som ger flickan pengar och sitt visitkort. När fadern senare dör kontaktar flickan generalen, som låter henne uppträda som värdinna vid sina bjudningar. Strax drabbas han emellertid av ett slaganfall, och när han har dött kör hans släktingar och vänner henne på porten.
Flickan återvänder olycklig till hemtrakten. Hon återvänder en dag till växthuset, där hon förtvivlat sliter upp alla blommor och förbannar trädgårdsmästaren. Morgonen därpå hittar trädgårdsmästaren henne död bland rosorna.

## Om filmen
Trädgårdsmästaren spelades in i juli och augusti 1912, i Svenska Biografteaterns ateljé på Lidingö med utomhusscener från Nackanäs värdshus och dess omgivningar vid Järlasjön och Sicklasjön samt ombord på båtfärjan Nackanäs I. Fotograf var Julius Jaenzon. Filmen var Sjöströms debut som filmregissör. Hans tidigare filmerfarenhet var begränsad till några få biobesök och därför for han och Charles Magnusson före inspelningen till Paris för ett studiebesök i Pathé Frères filmateljéer.
Filmen premiärvisades 17 oktober 1912 vid Victoria-Teatret i Köpenhamn Danmark. Filmen bedömdes av den svenska filmcensuren som totalförbjuden och den fick icke offentligen förevisas. För att få beslutet ändrat arrangerade man en specialvisning inför statsminister Staaf jämte andra ministrar, kritiker och tidningsmän, utan resultat. Sjöströms debutfilm fick aldrig någon svensk premiär.
Trädgårdsmästaren ansågs länge som förlorad, men 1979 återfanns en kopia hos Library of Congress i USA. Den visades 14 oktober 1980 på Cinemateket/Bio Victor i Stockholm.

## Rollista i urval

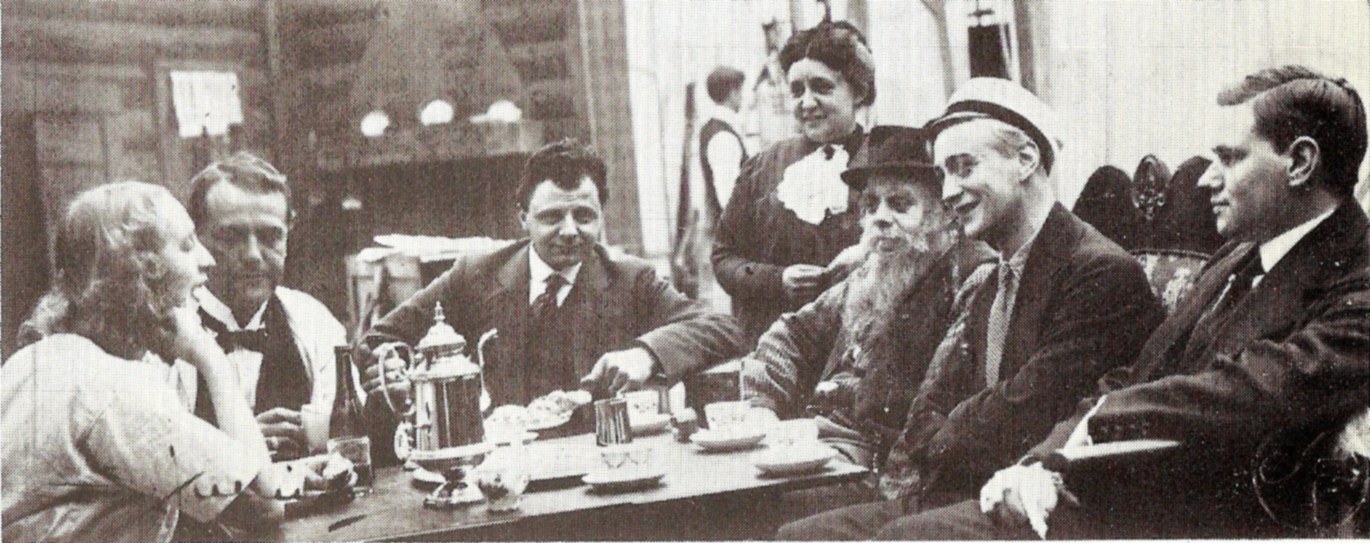
Bild från inspelningen av Trädgårdsmästaren. Från vänster till höger: Lili Bech, Victor Sjöström, John Ekman, Karin Alexandersson, Gunnar Bohman, Gösta Ekman och en okänd man.

- Victor Sjöström - trädgårdsmästaren
- Gösta Ekman - trädgårdsmästarens son
- Gunnar Bohman - en gammal trädgårdsarbetare
- Lili Bech - den gamle trädgårdsarbetarens dotter
- John Ekman - en gammal officer, kallad generalen
- Mauritz Stiller - passagerare på utflyktsbåt
- Karin Alexandersson - trädgårdsmästarens hustru
- Ivar Kåge - gäst hos "generalen"
- Jean Claesson - gäst hos "generalen"